# فقط گوش کن
فقط گوش کن نام ششمین آلبوم استودیویی رضا صادقی است که در ۱۱ اسفند ماه ۱۳۹۳ مصادف با ۲ مارس ۲۰۱۵ منتشر شد. او در نوشته داخل جلد آلبوم گفت، لطفاً قضاوت نکن، فقط گوش کن و باور کن اینی که می‌شنوی عصاره روح و قلبمه که تقدیم کردم.

این آلبوم حاوی ۱۵ قطعه جدید است که در استودیو شخصی او ساخته شد و صاحب امتیاز با رضا صادقی و آوای هنر می‌باشد. نشر آلبوم به صورت سی دی مجاز از شرکت آوای هنر است.

صادقی قطعه ششم این آلبوم به نام امرم، را برای مردم شهرش، بندر عباس، با کویش بندری خوانده. ترانه سرای این قطعه ابراهیم منصفی با آهنگسازی فاضل پیش و تنظیم مجید نصیری انجام شد.

## عوامل تولید
ترانه‌ها - ۳ قطعه از این آلبوم، سرودهٔ رضا صادقی است. مهرزاد امیرخانی و علی استیری هر کدام ۲ قطعه و بیتا طایی، نرگس جعفری، مهدی محمودی، ابراهیم منصفی، امیر حسین الهیاری، بابک صحرایی، عرفان سلیمی و حسین سلیمانی هر کدام ۱ قطعه را سروده‌اند.
آهنگسازان - ۷ قطعه از این آلبوم با آهنگسازی رضا صادقی انجام شد. فرشید ادهمی و فاضل پیش هر کدام ۲ قطعه و ساناز کریمی، امین قباد، سعید سام و اشکان خشایی هر کدام ۱ آهنگ ساختند.
تنظیم - شجاعت شفایی ۳ قطعه در این آلبوم تنظیم کرده است. میثم مروستی، بابک مافی، شهراد امیدوار، هومن نامداری، پوبا نیکپور، مجید نصیری، مسعود همایونی، رضا تاجبخش، معین راهبر، مهران خالصی، اسماعیل حسینی، و فاضل پیش هر کدام یک قطعه تنظیم کرده‌اند.

## ترانه‌ها
فقط گوش کن شامل ۱۵ قطعه است
| شماره | نام        | سراینده              | آهنگساز     | تنظیم         | مدت  |
| ----- | ---------- | -------------------- | ----------- | ------------- | ---- |
| ۱.    | «کلافه»    | بیتا طایی            | رضا صادقی   | شجاعت شفایی   | ۴:۲۴ |
| ۲.    | «حیف»      | نرگس جعفری           | ساناز کریمی | بابک مافی     | ۳:۲۶ |
| ۳.    | «خبر داری» | رضا صادقی            | رضا صادقی   | شهراد امیدوار | ۵:۲۳ |
| ۴.    | «ندارمت»   | مهدی محمودی          | فرشید ادهمی | هومن نامداری  | ۴:۲۹ |
| ۵.    | «عاشق شدم» | رضا صادقی علی استیری | رضا صادقی   | پویا نیک پور  | ۴:۴۸ |
| ۶.    | «آمرم»     | ابراهیم منصفی        | فاضل پیش    | مجید نصیری    | ۳:۳۰ |
| ۷.    | «آدم خوبه» | امیر حسین الهیاری    | رضا صادقی   | شجاعت شفایی   | ۳:۲۷ |
| ۸.    | «رنگ صدا»  | رضا صادقی            | رضا صادقی   | مسعود همایونی | ۵:۲۲ |
| ۹.    | «میخوامت»  | علی استیری           | رضا صادقی   | شجاعت شفایی   | ۳:۱۲ |
| ۱۰.   | «جوونی»    | بابک صحرایی          | امین قباد   | رضا تاجبخش    | ۴:۵۲ |
| ۱۱.   | «یادگاری»  | مهرزاد امیرخانی      | فرشید ادهمی | معین راهبر    | ۳:۱۷ |
| ۱۲.   | «یه نفر»   | مهرزاد امیرخانی      | رضا صادقی   | مهران خالصی   | ۴:۴۸ |
| ۱۳.   | «دلواپسی»  | علی استیری           | سعید سام    | اسماعیل حسینی | ۴:۳۷ |
| ۱۴.   | «بی تو»    | عرفان سلیمانی        | اشکان خشایی | میثم مروستی   | ۵:۱۱ |
| ۱۵.   | «غرور»     | حسین سلیمانی         | فاضل پیش    | فاضل پیش      | ۵:۲۲ |